# Trudgelmer
Trudgelmer eller Trudgelme (fvn Þrúðgelmir, “den kraftigt vrålande”) var en av urtidsjättarna i nordisk mytologi. Hans far var Aurgelmer (Aurgelmir) och hans son hette Bergelmer (Bergelmir). Han är endast omtalad i Vafþrúðnismál 29, förutom att namnet också förekommer i en uppräkning av namn på jättar i tulorna. Trudgelmer är inte nämnd i Snorres Edda och det finns ingen berättelse om honom. Om han är identisk med den son som Aurgelmer, enligt Vafþrúðnismál 33, avlade med fötterna så hade han sex huvuden.

## Källtexterna
Trudgelmer sägs i Vafþrúðnismál 29 vara andra generationens urjätte. Han var son till Aurgelmer (Aurgelmir), som enligt Snorre Sturlasson var identisk med Ymer.
| Otaliga vintrar förrn världen skapats då var Bergelmer boren; Trudgelmer hette den tursens far, Aurgelmer hans farfar. Åke Ohlmarks, 1965 | Ørófi vetra áðr væri jǫrð skǫpuð, þá vas Bergęlmir borinn, Þrúðgęlmir vas þess faðir, ęn Aurgęlmir afi. Finnur Jónssons normalisering, 1932 |  |

Strofens egentliga “huvudperson” är Bergelmer. Hans fader är Trudgelmer och hans farfar (afi) är Aurgelmer. (De tre första raderna i denna strof är identiska med första halvan av strof 35, som också handlar om Bergelmer, närmare bestämt hans begravning.) 
Hur det gick till när Trudgelmer kom till världen framgår av strof 33:
| Under armen växte på väldige rimtursen mö och man tillsammans; fot med fot födde åt jätten, den vise, en sexhövdad son. Erik Brate, 1913 | Und hęndi vaxa kóðu hrímþursi męy ok mǫg saman; fótr við fœti gat hins fróða jǫtuns sexhǫfðaðan son. Finnur Jónssons normalisering, 1932 |  |

Den rimturs som här omtalas är Aurgelmer (Ymer). Då han var den förste av sin art saknade han hustru, men lyckades ändå få tre barn. En son och en dotter växte fram under hans arm. En annan son med sex huvuden avlade han med fötterna. Enligt Rudolf Simek är det denne som  är identisk med Trudgelmer.
Frågan är dock i vad mån Trudgelmer tillhör en ursprunglig myt. Mytforskaren John Lindow gissar att det kan ha varit författaren till Vafþrúðnismál som själv hittade på honom i avsikt att ge urjättarna en genealogi på tre generationer. Vad som kan tyda på det är att Trudgelmer inte är nämnd någon annanstans. Inte heller Snorre nämner honom. (Namnet finns visserligen i en tula, men namnen i tulorna har excerperats ur olika dikter, bland dem Vafþrúðnismál.) Innebörden av namnet Þrúðgelmir är också ovanligt genomskinligt, vilket kan tyda på att det inte har hämtats från muntlig tradition.

## Namnet
Trudgelmer betyder “den med kraft vrålande”, av þrúðr (“styrka, kraft”) och gelmir (“någon eller något som larmar och ryter”). Sonens och faderns namn är mer svåröversatta. Bergelmer betyder antingen “den nakne vrålaren”, “vrålaren i bergen” eller “den som ryter som en björn” beroende på om förledet kommer av berr, berg eller beri. Beträffande namnet Aurgelmer är den vanligaste gissningen att förledet kommer av aurr (“våt sand, grus, lera”). Men hur skall då namnet tolkas? Åke Ohlmarks gissar “den i stenöknen vrålande”. Finnur Jónsson antar att namnet har att göra med att jorden skapades av jättens kropp.